# Aepissauro
Aepisaurus (do grego: αιπεινος - "alto" e σαυρυς - "lagarto") é um género representado por uma única espécie de dinossauro saurópode Titanosauria que viveu em meados do período Cretáceo, há aproximadamente 100 milhões de anos, onde hoje é a França. Encontrado em Grès vert, no departamento de Vaucluse.

## Descrição
O palentólogo francês Paul Gervais descobriu o género a partir de MNHN 1868-242, um úmero encontrado em Monte Ventor. O osso tem cerca de 90 centímetros de comprimento e 15 centímetros de largura no centro.

## História
O género e a espécie A. elephantinus tiveram seus nomes dados por Paul Gervais. Há dúvidas quanto ao ano da decrição: o ano foi dado como 1858 por Glut (1997), enquanto em algumas fontes, como as das edições de The Dinosauria, usa-se 1852.